# 아이가정
아이가정(相賀町)은 일본 미에현 기타무로군에 설치되었던 정이다. 현재의 기호쿠정의 남서단에 해당한다.